# Moulle
Moulle (Nederlands: Monnie) is een gemeente in het Franse departement Pas-de-Calais (regio Hauts-de-France). De plaats maakt deel uit van het arrondissement Sint-Omaars. Moulle telde op 1 januari 2022 1.166 inwoners.

## Geografie
De oppervlakte van Moulle bedroeg op 1 januari 2022 5,39 vierkante kilometer; de bevolkingsdichtheid was toen 216,3 inwoners per km².

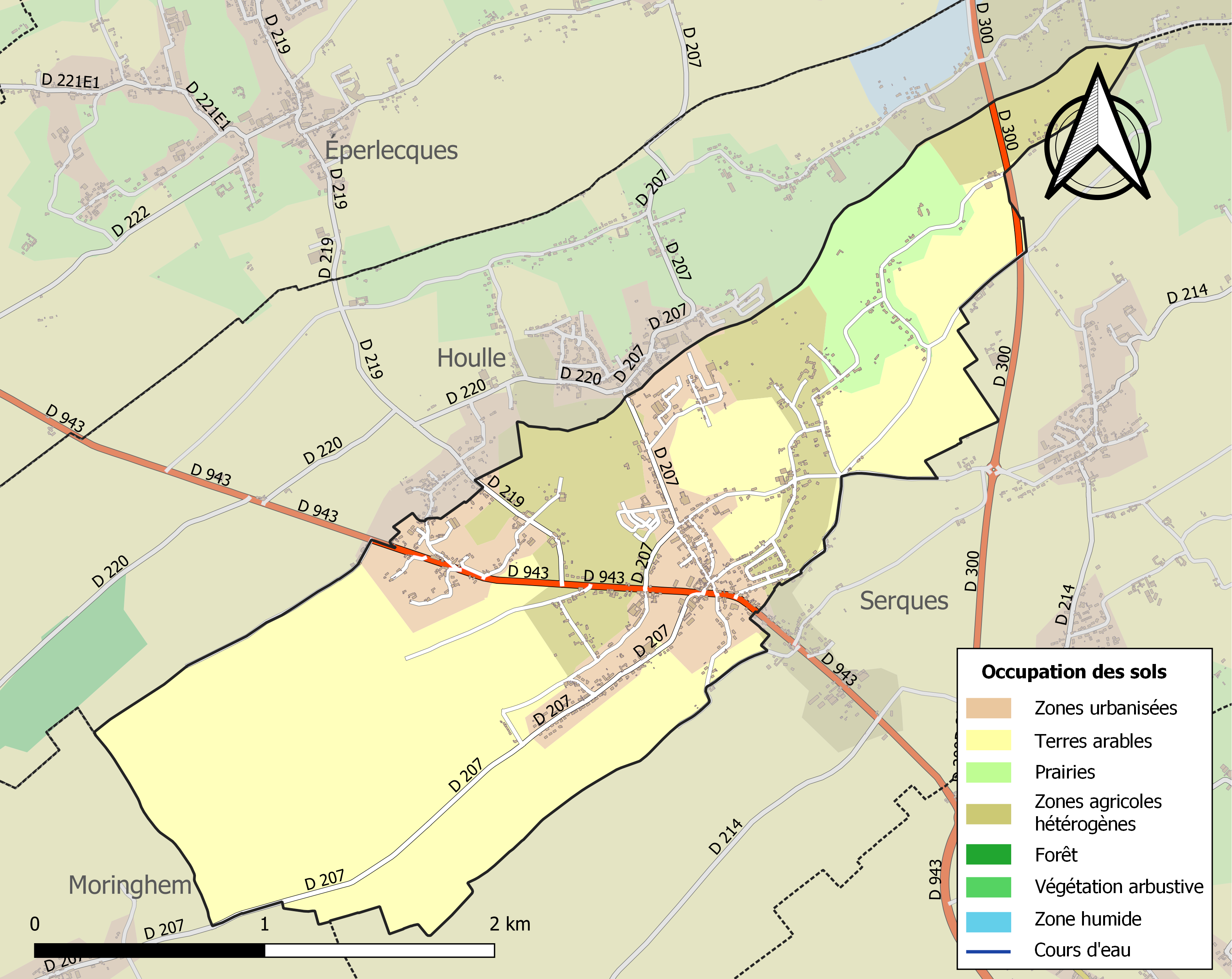
Kaart van de gemeente met belangrijkste infrastructuur, bodemgebruik en omliggende gemeenten

## Bezienswaardigheden
- De Sint-Niklaaskerk is een neoclassicistisch bouwwerk van 1840-1842.
- Het Kasteel van de Graven van Beaufort werd in 1920 gesloopt nadat het tijdens de Eerse Wereldoorlog als militair hospitaal dienst had gedaan.

## Natuur en landschap
De hoogte aan de kerk bedraagt 15 meter. Moulle ligt nabij het Marais audomarois, een moerasgebied. De grond is rijk aan kalk en er werd mergel gewonnen.

## Demografie
Onderstaande figuur toont het verloop van het inwonertal (bron: INSEE-tellingen).

## Nabijgelegen kernen
Houlle, Serques, Tilques, Moringhem